# 紅色的和諧
紅色的和諧是法國藝術家亨利·馬蒂斯於1908年之作品。這幅畫是埃爾米塔日博物館的館藏。此画最初以綠色为基调，但后来马蒂斯不喜欢原画，并用红色颜料将原画覆盖。

## 簡介
這幅畫是野獸派的作品。畫中有一個女人在餐桌前，全間房間都是紅色的。枱角、椅腳都不見了，全幅畫重視顏色的協調、和谐。用綠色作為紅色的對比色，又沒有不協調，但有對稱，回應到紅色。畫中物象沒立體感。

## 外部連結
- （英文）All About Henri Matisse- Gallery Henry （页面存档备份，存于）
- （英文）MyStudios- Matisse, The Dessert: A Harmony in Red （页面存档备份，存于）